# Östformosiska språk
Östformosiska språk är en grupp inom den austronesiska språkfamiljen. Språken talas på Taiwan..
Språkgruppen består av sex individuella språk:
- Centrala
  - Amis
  - Sakizaya
- Nordliga
  - Basay
  - Kavalan
  - Ketangalan
- Siraya